# Miogryllus convolutus
Miogryllus convolutus is een rechtvleugelig insect uit de familie krekels (Gryllidae). De wetenschappelijke naam van deze soort is voor het eerst geldig gepubliceerd in 1763 door Johannson.